# جزیره ونکوور
جزیرهٔ ونکوور واقع در ساحل غربی کانادا و بخشی از استان بریتیش کلمبیا است. این جزیره با مساحت ۳۲٬۱۳۴ کیلومتر مربع بزرگ‌ترین جزیره در غرب قارهٔ آمریکا است. درازای جزیره تا ۴۶۰ کیلومتر و پهنای آن تا ۸۰ کیلومتر می‌رسد. در ۲۰۰۲ جمعیت جزیرهٔ ونکوور ۷۵۰٬۰۰۰ بود که نزدیک به نیمی از آن‌ها در شهر ویکتوریا زندگی می‌کردند. دیگر شهرهای اصلی جزیره شامل نانایمو، پورت آلبرنی، پارکسویل، کورتنی و کمپبل ریور هستند.

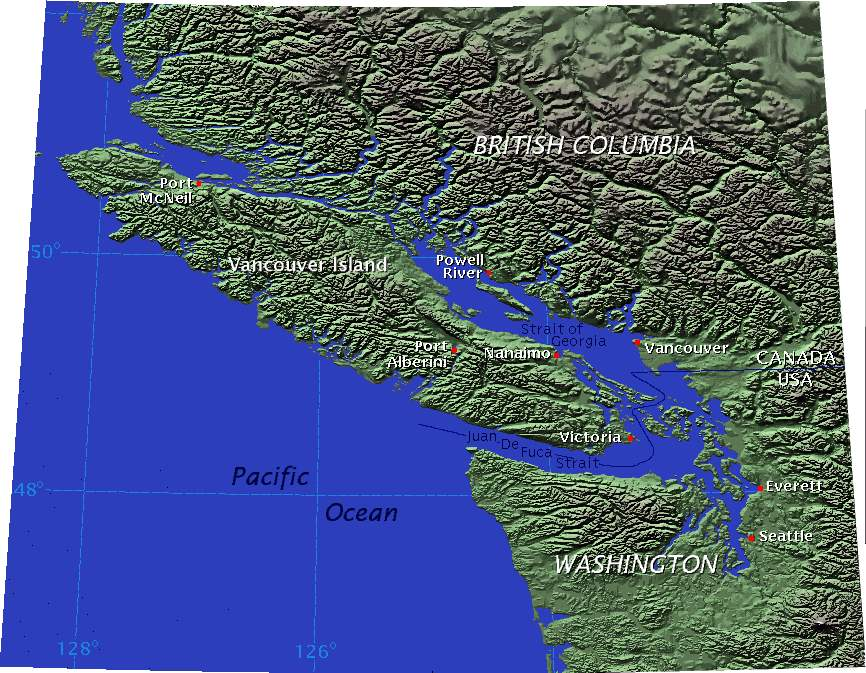
جزیرهٔ ونکوور با تنگهٔ جورجیا از ساحل اصلی جدا شده‌است.